# دکتر دکتر (مجموعه تلویزیونی)
مجموعه‌ی تلویزیونی دنباله‌دار '''دکتر دکتر''' (که با نام «آقای دکتر» به فارسی دوبله، و از شبکه منو تو پخش شد)
سریال تلویزیونی، ساخت کشور استرالیا در سال ۲۰۱۶ است. این مجموعه، داستان زندگی «هیو نایت» یک پزشک جراح مشهور از شهر سیدنی استرالیا است که به زادگاهش (شهر کوچک وای‌هوپ واقع در حومه‌ی منطقه‌ی Hope Valley) مهاجرت می‌کند.
او با استعداد، جذاب، محکم و لذت‌گرا است و باور دارد که به خاطر استعداد منحصربه‌فردش، می‌تواند فراتر از هر قانونی زندگی کند. 
جدیداً فصل پنجم این مجموعه ساخته شده و در حال پخش است.